# Vassoio di Ventotene
Il Vassoio di Ventotene è un'opera d'arte eseguita da Ernesto Rossi nel 1940 durante il confino nell'isola di Ventotene. Conservato all'Istituto storico della Resistenza in Toscana a Firenze, rappresenta una delle più vivide testimonianze iconografiche del mondo dei confinati durante la seconda guerra mondiale.

## Storia
L'autore, all'epoca anche pupazzettista e vivace caricaturista, realizzò il vassoio per farne un dono di nozze a suo nipote, Maurizio Ferrero. Lo firmò e datò 1940. 
In seguito venne donato a Nello Traquandi, la cui vedova Linda lo lasciò all'Istituto fiorentino.

## Descrizione
Il vassoio è diviso in una scena centrale, con la rappresentazione simbolica del mare e del vento, e quattro riquadri laterali, con scene di vita quotidiana ambientate a Ventotene e contenenti numerosi ritratti. Nei riquadri minori si vedono la via degli Ulivi con la campagna verso punta Eolo, mentre a sinistra una veduta con anziani e bambini lungo via Roma. Le scene principali sono dedicate alla Passeggiata e al Brindisi.
La Passeggiata, ambientata in piazza Castello, mostra i confinati che ammazzano il tempo, ammirando una "biondona" che passa, finita forzatamente sull'isola per qualche guaio imprecisato con le autorità. Da sinistra si vedono due testimoni di Jeovah, Dino Roberto, Sandro Pertini, Menghestù (studente d'ingegneria abissino), la "biondona", Giuseppe Pianezza, Umberto Terracini su una sdraio, Paolo Schicchi, Altiero Spinelli, Eugenio Colorni e Mauro Scoccimarro con la consorte Maria Bertoncini. 
Il Brindisi invece mostra i confinati alla mensa di Giustizia e Libertà, che festeggiano l'ennesima scadenza del periodo di confino di Nino Woditzka, che però veniva poi puntualmente rinnovato prima della vera e propria scarcerazione. Vi si vedono, da sinistra, il capomensa Nello Traquandi, Angelo Bonizzoli e vari anarchici e cuochi della mensa, seguiti da Francesco Fancello, Ernesto Rossi, Nino Woditzka, Riccardo Bauer, Marco Maovaz (fucilato poi dai nazifascisti a Trieste), Vincenzo Calace, due albanesi non meglio identificati, Giovanni Gervasoni, Giobatta Domaschi (poi morto nel campo di concentramento di Mauthausen), e lo stipettaio Gigino (Luigi Grossutti).
Le scene sono pervase da una certa ironia e un vitale ottimismo, che documenta come gli intellettuali confinanti reagivano alla dura segregazione imposta dal regime.